# Muralla española
La Muralla Española o Fuerte Español Alfonso XIII fue un fuerte de época española del siglo XIX situado en Kolonia, estado de Pohnpei, Estados Federados de Micronesia.

## Historia
Su origen se encuentra en la fundación de la población de Santiago de la Ascensión (actual Kolonia) en la isla de Ponapé (nombre español de Ponhpei) para la afirmación de la soberanía española del conjunto del territorio conocido como islas Marianas, Palaos y Carolinas tras el conflicto con el imperio Alemán de la Crisis de las Carolinas. Su nombre se refería al rey Alfonso XIII. Además, tenía función militar para la represión de las revueltas kankas de los indígenas de Ponhpei, que el misionero estadounidense Edward Topping Doane instigaba contra los españoles.
En la misma época, se construyó con medios procedentes de Filipinas una misión capuchina, iglesia y escuela. Se trataba de un fuerte rodeado de un recinto amurallado de 0,5 millas (0,8 km) de longitud y 8 pies (2,4 m) de altura con un parapeto que variaba en altura de 2-3 pies (0,6-0,9 m). El muro fue construido por los administradores españoles de Pohnpei en 1887 después de que un levantamiento local obligara a las autoridades españolas locales a abordar un barco en el puerto. 
En 1898 los Estados Unidos se anexaron Filipinas tras su victoria en la guerra hispano-estadounidense. En 1899 una debilitada España vendió el conjunto de las islas Carolinas e islas Marianas (excepto Guam) al imperio Alemán. Durante el control alemán de Ponhpei el conjunto fortificado fue desmontado. 
En la actualidad se pueden observar los restos del muro conocido como Spanish Wall, aproximadamente 200 metros de longitud y los arcos de entrada. 
El muro fue incluido en el Registro Nacional de Lugares Históricos de los Estados Unidos en 1974, una época en la que Pohnpei formaba parte del Territorio en Fideicomiso de las Islas del Pacífico administrado por los Estados Unidos.